# Mašťov
Mašťov (in tedesco Maschau) è una città della Repubblica Ceca facente parte del distretto di Chomutov, nella regione di Ústí nad Labem.